# Hexachlorbuta-1,3-dien
Hexachlorbuta-1,3-dien ist eine chemische Verbindung aus der Gruppe der aliphatischen ungesättigten Halogenkohlenwasserstoffe und organischen Chlorverbindungen.

## Eigenschaften
Hexachlorbutadien ist eine toxische, bioakkumulierende organische Verbindung, die als farblose Flüssigkeit mit mildem Geruch vorliegt. Es wird in der EU nicht mehr hergestellt und in Deutschland auch nicht verwendet. Es kann allerdings als Neben- oder Abfallprodukt bei einigen chemischen Produktions- und Verbrennungsprozessen (z. B. bei der Synthese organischer Halogenverbindungen wie Tetrachlorethen, Trichlorethen oder Tetrachlorkohlenstoff durch Chlorolyse) entstehen und ist aufgrund seines relativ hohen Dampfdrucks in der Umwelt nachweisbar. Im Rahmen der Wasserrahmenrichtlinie als prioritär gefährlich eingestuft, da es auch im Grundwasser (z. B. in der Umgebung von Industrieanlagen) nachweisbar ist. Nach den Ergebnissen des Europäischen Emissionsinventars stammt der überwiegende Teil der gemeldeten Emissionen aus dem Bereich der organischen Grundstoffchemie.

## Verwendung
Hexachlorbuta-1,3-dien wurde als Hydraulikflüssigkeit, Lösungsmittel für Elastomere, hitzeübertragende Flüssigkeit, Kühlmittel in Transformatoren, Flüssigkeit für Gyroskope, Adsorptionsmittel für Gasverunreinigungen, Biozid zur Vermeidung der Algenbildung (Industriewasserreservoire und Kühlwassersysteme) sowie in einigen EU-Ländern als Pflanzenschutzmittel im Weinbau verwendet. Weiterhin diente es als Zwischenprodukt bei der Herstellung von fluorhaltigen Schmiermitteln und Gummiverbindungen.
Ein exemplarisches Beispiel für die Benutzung von Hexachlorbutadien als Lösungsmittel ist dabei die FeCl3-katalysierte Chlorierung von Toluol zur Herstellung von Pentachlortoluol.

## Sicherheitshinweise
Hexachlorbuta-1,3-dien ist als Krebserzeugend Kategorie 2 (Stoffe, die wegen möglicher krebserzeugender Wirkung beim Menschen Anlass zur Besorgnis geben) eingestuft. Bei der Pyrolyse von Hexachlorbuta-1,3-dien bilden sich giftige Verbrennungsprodukte wie Dioxine.
Hexachlorbuta-1,3-dien wurde in die Anlagen A und C des Stockholmer Übereinkommens aufgenommen.
Hexachlorbuta-1,3-dien ist als „prioritärer gefährlicher Stoff“ in Anhang X der europäischen Richtlinie 2000/60/EG (Wasserrahmenrichtlinie) aufgeführt.

## Nachweis
Der Nachweis erfolgt nach Flüssig/Flüssig-Extraktionsverfahren in der Originalprobe mittels Purge&Trap-Anreicherung und anschließender GC/MS-Analytik.